# Candidatures als Jocs Olímpics de 2008
Deu ciutats van presentar la seva candidatura als Jocs Olímpics de 2008 al Comitè Olímpic Internacional (COI). El Comitè va preseleccionar cinc d'aquestes —Pequín, Toronto, París, Osaka i Istanbul— d'entre les quals va ser Pequín la que va resultar guanyadora. La capital de la República Popular Xina es va convertir així a la tercera ciutat d'Àsia a organitzar aquest esdeveniment després de Tòquio (1964) i Seül (1988). La seva proposta va comptar amb el suport de la major part del COI, incloent al seu llavors president Juan Antonio Samaranch, i va estar considerada com la favorita des del principi.
Després de l'avaluació tècnica de les deu candidatures originals, les primeres cinc ciutats van ser preseleccionades el 28 d'agost de 2000, convertint-se en candidates oficials. Les altres ciutats aspirants —Sevilla, l'Havana, Bangkok, Kuala Lumpur i el Caire— van ser descartades. Posteriorment, la Comissió d'Avaluació del COI va recomanar com a "excel·lents opcions" a Pequín, París i Toronto, que es van convertir així en les principals candidates a l'elecció. Pequín va partir amb avantatge gràcies al fort suport del seu Govern, la consolidació de la Xina com a potència mundial i el fet d'haver presentat candidatura pels Jocs Olímpics de 2000 que va perdre per tan sol dos vots. No obstant això, la seva candidatura també va ser qüestionada per la situació dels drets humans en aquest país i el Parlament Europeu va demanar que no sigui seleccionada.
Pequín va ser triada seu dels Jocs de la XXIX Olimpíada en la 112º Sessió del COI celebrada a Moscou el 13 de juliol de 2001. La seva candidatura va aconseguir majoria absoluta en la segona ronda de votacions.

## Procés d'elecció
Per evitar les polèmiques que van embolicar a les últimes votacions de seu dels Jocs Olímpic, i especialment després de l'elecció de Salt Lake City pels Jocs Olímpics d'Hivern de 2002, el Comitè Olímpic Internacional va aprovar en la seva 110a Sessió (1999) un nou procés de selecció en dues fases.
D'acord amb les noves regles, es va introduir una fase preliminar anomenada "Procediment d'acceptació de candidatura". Comença immediatament després que es compleixi la data límit de presentació de candidatures, que el seu màxim responsable serà el Comitè Olímpic Nacional de torn. S'hi demana a les "ciutats aspirants" que emplenin un qüestionari que cobreix els temes de major importància a l'hora organitzar uns bons Jocs Olímpics. Aquesta informació permet analitzar la capacitat de cada ciutat, a més dels punts forts i febles dels seus projectes. Després d'un estudi detallat dels qüestionaris i dels informes posteriors, el Consell Executiu del COI selecciona a les ciutats que es classifiquen per seguir competint en la següent ronda.
En la segona fase, les candidatures finalistes responen a un altre qüestionari més detallat. Aquests informes són estudiats acuradament per la Comissió d'Avaluació del COI, un grup compost per membres del COI, representants de les federacions esportives internacionals, els Comitès Olímpics Nacionals, atletes, el Comitè Paralímpic Internacional i experts internacionals en diversos camps. Els membres de la Comissió realitzen també visites de quatre dies amb l'objectiu d'inspeccionar cadascuna de les ciutats candidates, on observen els llocs proposats per construir les instal·lacions i són informats sobre els detalls dels temes coberts en l'informe de la candidatura. La Comissió comunica els resultats de les seves inspeccions en un informe per als membres COI fins a un mes abans de l'elecció de la seu.
La Sessió del COI en la qual es tria a la ciutat que organitzarà els Jocs OLímpics es duu a terme en un país que no hagi presentat cap candidatura. Els membres del COI que estan en actiu (excloent el president i els membres d'honor) participen en la votació per escollir a la ciutat amfitriona. Els membres dels països amb una ciutat que participa en la competició no poden votar mentre aquesta segueixi competint. La decisió es duu a terme en una successió de rondes fins que una candidatura aconsegueix la majoria absoluta de vots; si això no succeeix en la primera ronda, la candidatura amb menys vots és eliminada i una altra votació comença de nou. En el cas que dues candidatures empatin amb el menor nombre de vots, es realitza una votació especial entre elles i el guanyador passa definitivament a la següent ronda. Després de cada ronda, s'anuncia què ciutat ha estat eliminada. Els vots són secrets i el resultat final no es coneix fins que s'aixequi la sessió.
La delegació de la candidatura escollida per albergar els Jocs Olímpics signa el "Contracte de la Ciutat Amfitriona" amb el COI, el qual delega les responsabilitats de l'organització dels Jocs a la ciutat i al Comitè Olímpic Nacional corresponent.

### Avaluació de les ciutats aspirants

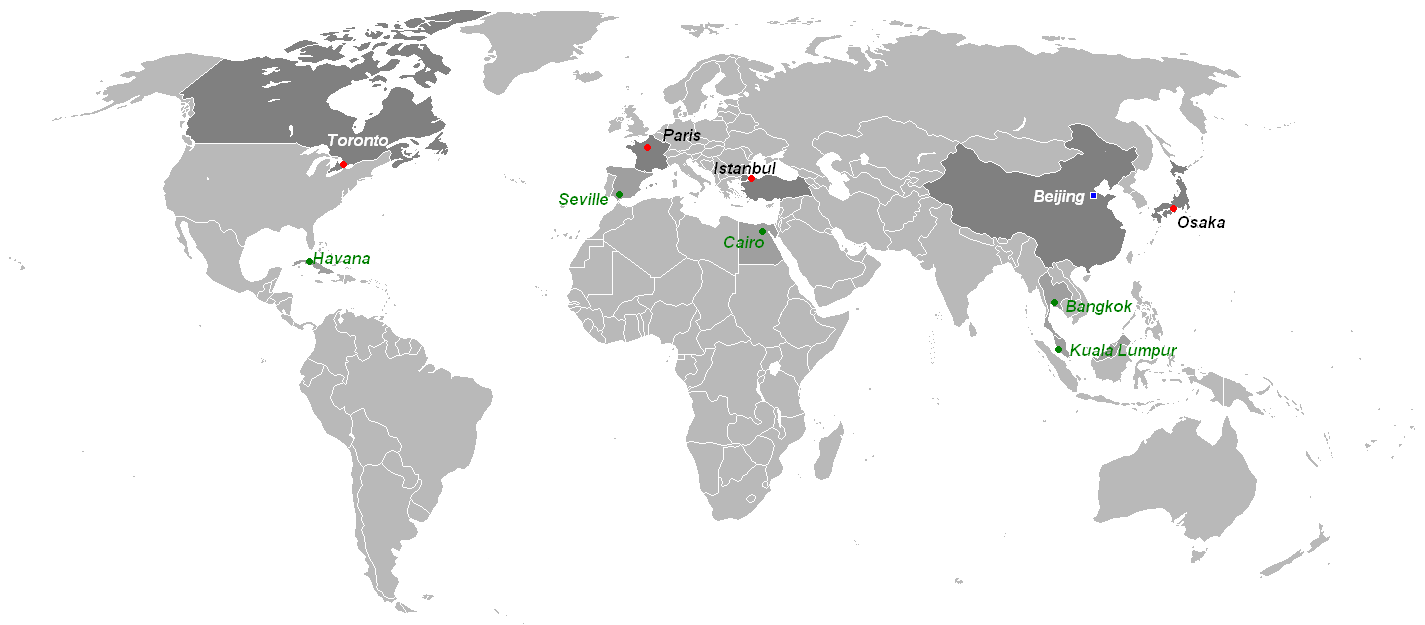
Situació geogràfica de les ciutats aspirants.

Les ciutats postulantes podien presentar la seva candidatura al Comitè Olímpic Internacional fins a l'1 de febrer de 2000. En total van participar deu ciutats.
La data límit pel lliurament del qüestionari de la primera fase era el 20 de juny de 2000. A més, havien de presentar-se informes addicionals sobre el procés de selecció i el Codi d'Ètica del COI. El Grup de Treball va analitzar les respostes i va quantificar el potencial de cada aspirant sobre onze temes: suport polític i social, infraestructures, seus esportives, la Vila Olímpica, impacte sobre el medi ambient, allotjament, transport, seguretat, experiència en esdeveniments esportius, finances i llegat. Si la mitjana d'una candidatura és superior a sis (la mitjana predefinida com a referència pel COI), la ciutat és considerada summament capaç de rebre els Jocs Olímpics; d'una altra manera, si la puntuació és inferior a sis, es creu que amb prou feines tindrà possibilitats.
En el seu informe final, el Grup de Treball va recomanar solament quatre ciutats: Pequín, París, Toronto i Osaka. El Comitè Executiu del COI es va reunir el 28 d'agost de 2000 per estudiar el document i va escollir cinc candidatures: les quatre recomanades més Istanbul, amb un puntatge similar al d'Osaka però amb més febleses.
Les restants ciutats aspirants —en ordre: Kuala Lumpur, Sevilla, Bangkok, el Caire i l'Havana— van ser eliminades de la candidatura.
- Pequín
- París
- Toronto
- Osaka
- Istanbul
- Kuala Lumpur
- Sevilla
- Bangkok
- el Caire
- l'Havana

Com està estipulat, el COI els va concedir el dret d'utilitzar els Anells Olímpics en l'emblema de la seva candidatura, juntament amb una etiqueta que identifica a les ciutats candidates.
El termini límit perquè les ciutats aspirants presentessin els seus llibres de candidatura fou el 17 de gener de 2001. Després d'analitzar totes les candidatures, la Comissió d'Avaluació del COI, formada per catorze membres i presidida pel neerlandès Hein Verbruggen, va visitar les ciutats durant quatre dies cadascuna, entre el 21 de febrer i el 29 de març.
- Pequín: Del 21 al 24 de febrer
- Osaka: Del 26 de febrer a l'1 de març
- Toronto: Del 8 a l'11 de març
- Istanbul: Del 21 al 24 de març
- París: Del 26 al 29 de març

La Comissió d'Avaluació va redactar un informe en el qual cada candidatura va ser valorada en divuit punts essencials per a l'organització de l'esdeveniment. Encara que aquests documents no van reflectir puntuacions o classificacions, es va qualificar d'"excel·lents" les propostes de Pequín, París i Toronto. Pequín va rebre la millor valoració i es va jutjar que "els Jocs a Pequín deixarien una herència única a la Xina i a l'esport". Sobre la candidatura d'Osaka existien dubtes pel finançament, mentre que Istanbul va ser la pitjor valorada, en línies generals.
L'informe va ser emès al President i al Comitè Executiu del COI el 15 de maig de 2001.

### 112a Sessió del COI
La 112a Sessió del Comitè Olímpic Internacional va tenir lloc a Moscou (Rússia) del 13 al 16 de juliol de 2001. La votació per a l'elecció de la seu olímpica es va dur a terme el 13 de juliol de 2011. Les exposicions finals de les candidates van començar a dos quarts de deu en el World Trade Center de Moscou. La votació va estar precedida per la presentació de l'informe definitiu de la Comissió d'Avaluació.
Dels 122 membres actius que componien el COI, disset van ser inhabilitats i van quedar 105 membres capaços d'exercir el seu dret al vot en la primera ronda. Es van descartar als tretze membres de països amb candidatura olímpica, encara que aquests podien recuperar el vot si el seu país era eliminat de la votació. Altres quatre es van absentar. Juan Antonio Samaranch no va votar en les rondes, però podia fer-ho només en cas necessari de vot de qualitat.
Al marge d'aquesta votació, el 16 de juliol de 2001 es va escollir al belga Jacques Rogge com a nou president del COI.
| Membres del COI inhabilitats per votar (17) | Membres del COI inhabilitats per votar (17)                                                                      |
| Membres de països amb ciutats candidates (13) | Altres membres (4)                                                                                               |
| --- | --- |
| - Charmaine Crooks - Paul Henderson - Richard W. Pound - Robert Steadward - He Zhenliang - Dl. Chengrong - Yu Zaiqing - Jean-Claude Killy - Henri Serandour - Guy Drut - Chiharu Igaya - Shun-Ichiro Okano - Sinan Erdem | - Věra Čáslavská (Absent) - Alexandre de Merode (Absent) - Lassana Palenfo (Absent) - Mohamed Bob Hasan (Absent) |

En la primera ronda de votació es va eliminar a Osaka i en la segona es va anunciar la victòria definitiva i Pequín per majoria absoluta en aconseguir més de la meitat de vots que la resta de participants.
| Resultats de les votacions | Resultats de les votacions | Resultats de les votacions | Resultats de les votacions | Resultats de les votacions |
| Ciutat                     | Ciutat                     | País                       | Ronda 1                    | Ronda 2                    |
| -------------------------- | -------------------------- | -------------------------- | -------------------------- | -------------------------- |
|                            | Pequín                     | Xina                       | 44                         | 56                         |
|                            | Toronto                    | Canadà                     | 20                         | 22                         |
|                            | París                      | França                     | 15                         | 18                         |
|                            | Istanbul                   | Turquia                    | 17                         | 9                          |
|                            | Osaka                      | Japó                       | 6                          | -                          |

## Candidatures de les ciutats

### Pequín

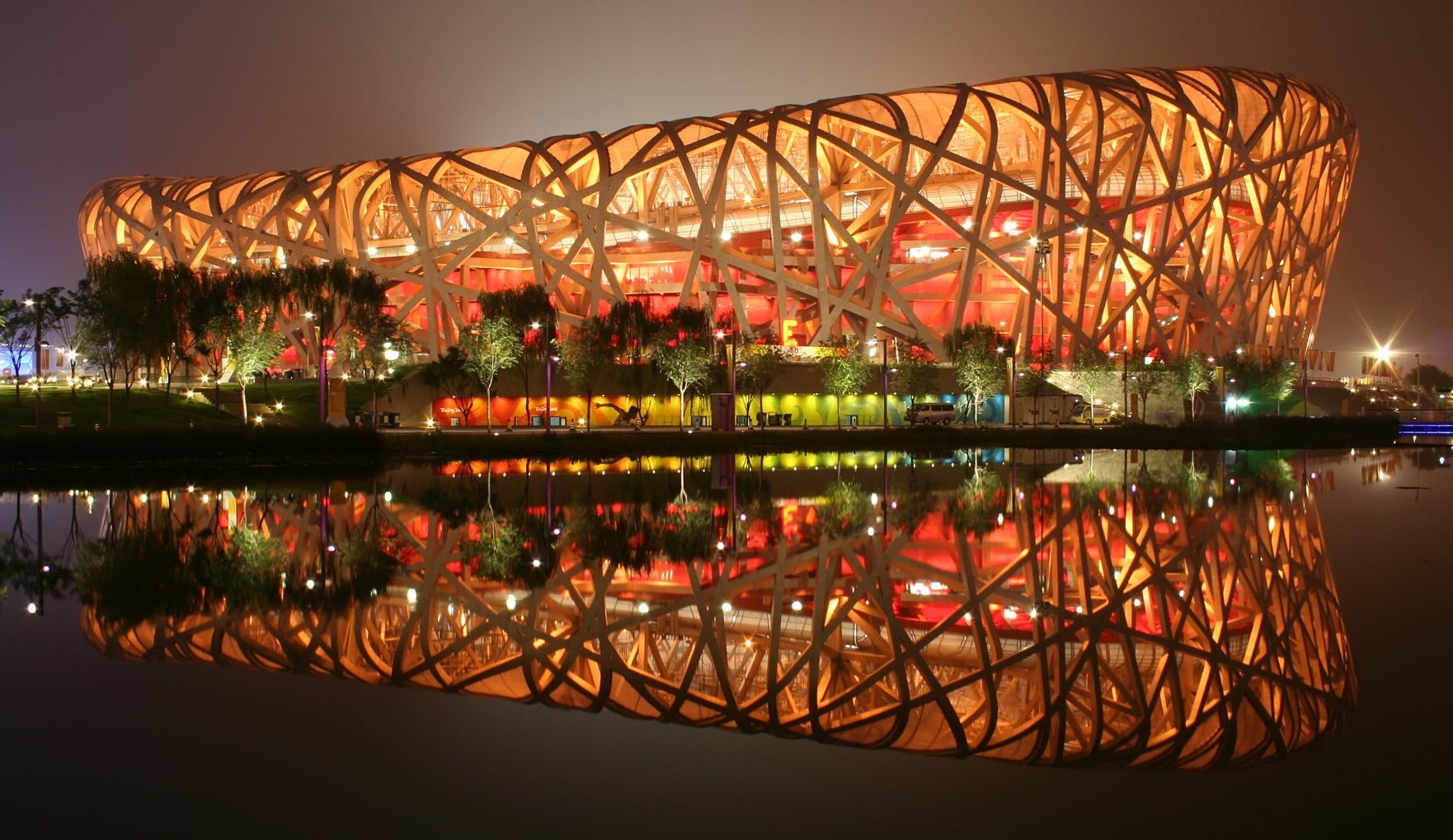
L'Estadi Nacional de Pequín (anomenat "Niu d'Ocell") es va construir pels Jocs Olímpics de 2008.

La capital de la Xina es va postular per primera vegada pels Jocs Olímpics de 2000 i va perdre davant Sydney (Austràlia). Aquest resultat va ser qualificat de sorprenent, doncs es va produir malgrat el lobby que van exercir les autoritats xineses per guanyar suports. Encara que la ciutat asiàtica va guanyar les tres primeres rondes de votació, va perdre en la decisiva per dos vots de diferència. Després d'això es va preferir no presentar candidatura per 2004, es va guanyar experiència a l'hora d'albergar competicions internacionals i es va apostar amb força per 2008. Pequín seria la tercera ciutat d'Àsia a organitzar els Jocs després de Tòquio (1964) i Seül (1988), i la segona amb un règim comunista a aconseguir-ho després de Moscou en 1980 quan formava part de la Unió Soviètica.
La Comissió d'Avaluació va destacar com a punts forts el suport ciutadà (proper al 95%), les garanties en la construcció d'infraestructures i la col·laboració del Govern xinès, per la qual cosa va ser des del principi la favorita per al Comitè Olímpic Internacional. Fins i tot va ser recolzada per Juan Antonio Samaranch en els seus últims anys al capdavant del COI. No obstant això, el Parlament Europeu i alguns congressistes nord-americans havien demanat que els Jocs no es realitzessin a la Xina per la situació dels drets humans en aquesta regió. També es va veure com un problema la contaminació i el tràfic massificat.
El projecte preveia la localitat dels esdeveniments en quatre àrees. El Parc Olímpic de Pequín (Olympic Green) concentraria la majoria de proves i instal·lacions com l'Estadi Olímpic, el Centre Aquàtic i la Vila Olímpica, totes elles per construir. Altres catorze seus estarien localitzades a menys de cinc minuts de la Vila Olímpica. En total s'havien previst 37 instal·lacions: 15 existents i 22 planificades. També es preveia la posada en marxa d'un pla de millora del medi ambient, transport públic i reducció d'emissions de gasos.

### Toronto
La candidatura de Toronto estava liderada per John Bitove, empresari i fundador de Toronto Raptors, un equip de bàsquet de la NBA. La ciutat té franquícies en les principals competicions esportives nord-americanes (MLB, NBA, NHL) i ja es va postular per a l'edició de 1996 que va perdre contra Atlanta. A més dels Jocs Olímpics de Mont-real 1976, Canadà havia organitzat altres esdeveniments internacionals com els Jocs Panamericans de 1999.
La candidatura preveia la ubicació del 90% de les seus en un radi de sis quilòmetres al costat del llac Ontario. De les 35 instal·lacions recollides solament feia falta construir nou, doncs la resta ja funcionaven. La Vila Olímpica acolliria per primera vegada en la història a tots els atletes, ja que fins i tot les proves de futbol es farien en ciutats properes, i al final de l'esdeveniment s'havia projectat la seva reconversió en àrea residencial. També s'havia previst el desenvolupament d'una àmplia xarxa de transport per connectar totes les seus. La Comissió d'Avaluació va assenyalar que el punt més atractiu era la concentració en una àrea propera al centre de la ciutat, el llegat que es deixaria i el gran suport financer públic i privat. Aquest últim aspecte era molt rellevant perquè l'edició olímpica de 1976 a Mont-real va ser un fracàs econòmic: la ciutat quebequesa va trigar trenta anys a pagar tot el deute olímpic.

### París
La capital francesa ja havia organitzat els Jocs Olímpics en 1900 i 1924 i havia presentat candidatura pels de 1992 que va perdre davant Barcelona. En aquest segon intent va venir amb l'experiència d'organitzar l'última edició de l'un altre major esdeveniment esportiu a nivell internacional, la Copa Mundial de Futbol de 1998.
El seu projecte preveia 39 instal·lacions (23 existents i 16 per construir) en quatre grans àrees. En el nord-est de la ciutat (Saint-Denis) se situaria l'Estadi Olímpic, el parc aquàtic i la Vila Olímpica, situada en zona urbana. També es preveia l'ús de recintes històrics com el Stade Roland Garros o el Parc dels Prínceps. Moltes de les seus serien d'ús temporal i es retirarien en finalitzar l'esdeveniment. Els majors dubtes de la Comissió d'Avaluació estaven relacionades amb la llunyania entre la Vila Olímpica i alguns dels recintes esportius. A un mes de la votació a Moscou el president de la candidatura Claude Bébéar (fundador d'AXA) va ser detingut per un cas de blanqueig de diners en una societat asseguradora, afectant a la imatge de París com a aspirant.

### Istanbul
La candidatura turca era l'única de les cinc aspirants escollides pel Comitè Executiu del COI que no va ser recomanada pel Grup de Treball. Aquesta va ser la tercera ocasió en que Istanbul va postular a l'organització de l'esdeveniment. El primer intent va ser pels Jocs Olímpics de 2000 i després es va presentar pels de 2004, on ni tan sols va arribar a convertir-se en ciutat candidata.
Sota l'eslògan "la trobada dels continents", Istanbul va aprofitar la seva posició geogràfica i el seu llegat arquitectònic per vendre el projecte com "una trobada per la pau". A més, va comptar amb un percentatge de suport popular superior al 87%. Amb un total de 31 instal·lacions (19 noves i 12 per fer), l'Estadi Olímpic, el Parc Olímpic i la Vila Olímpica estarien situades en el costat europeu de la ciutat, mentre que les proves de vela es realitzarien en l'asiàtic. No obstant això, la candidatura va presentar diversos inconvenients, a més de la seva proximitat amb Atenes, seu de 2004, no es va poder garantir una solució als problemes de tràfic ni un pla financer, doncs el major contribuent era l'ajuntament d'Istanbul. La Comissió d'Avaluació del COI no va recomanar la seva elecció.

### Osaka
Osaka aspirava a convertir-se a la segona ciutat del Japó que albergaria uns Jocs Olímpics d'Estiu després de Tòquio (1964). El país venia d'organitzar amb èxit els últims Jocs d'Hivern de Nagano 1998 i el seu Comitè Olímpic va presentar batalla per a l'edició de 2008, malgrat que Pequín era l'opció favorita en el continent.
El projecte nipó era el que més pressupost requeria i preveia 41 instal·lacions: 27 ja existents i 14 per construir. Les dues principals estarien localitzades en illes artificials. A l'illa Maishima s'aixecaria l'Estat Olímpic i el parc aquàtic, mentre que la Vila Olímpica se situaria a l'illa Yumeshima, a tan sols 400 metres de distància. Gairebé totes les seus estaven disposades en un radi de 20 quilòmetres de la Vila i es connectarien amb una nova xarxa de transport. La Comissió d'Avaluació del COI va tenir dubtes respecte als pressupostos, la circulació entre illes i la falta de suport governamental i social (solament el 64% de la població estava a favor), la qual cosa va motivar que Osaka fos la primera eliminada.

## Controvèrsies

### Crítiques a l'elecció de Pequín
L'elecció de Pequín va ser vista amb normalitat, encara que molt criticada des d'alguns estaments per les denúncies existents de violació de drets humans a la Xina. El Parlament Europeu va demanar que no es votés la seva candidatura i la seva presidenta, Nicole Fontaine, va suggerir la inclusió de qüestions humanitàries entre les obligacions de les seus olímpiques. De la mateixa manera, alguns congressistes nord-americans i la ONG Amnistia Internacional van lamentar la decisió. Mentre alguns van considerar que Xina utilitzaria els Jocs per rentar la seva imatge, uns altres van pensar que era una oportunitat única perquè el gegant asiàtic s'obrís al món i assumís un compromís amb els drets humans.
Juan Antonio Samaranch, president del COI durant l'elecció, va ser un dels seus majors defensors. En una entrevista a El País va afirmar que "Xina serà molt més oberta després dels Jocs". Va qüestionar als sectors crítics que intentaven "aprofitar-se dels Jocs per a finalitats polítiques" i va sostenir que "molts països que acusen a uns altres de no respectar els drets humans haurien de mirar-se a si mateixos". En aquest sentit, va valorar l'esforç que Xina va realitzar per trencar el boicot contra Estats Units en els Jocs de Los Angeles 1984 i va destacar la importància que els Jocs es realitzessin per primera vegada en un país que compta amb la quarta part de la població mundial i que ha registrat en les últimes dècades un gran desenvolupament econòmic i esportiu.

### Sospita de manipulació en les votacions
El 2009, set anys després de l'elecció, un llibre del llavors Ministre d'Esports de la Xina, Yuan Weimin, va revelar la suposada existència d'un acord previ entre els representants de la candidatura de Pequín i el belga Jacques Rogge, llavors candidat a la presidència del COI. Segons el text, Rogge va negociar la victòria xinesa per beneficiar-se dels vots dels seus membres en l'elecció presidencial que es va realitzar tres dies després.
Jacques Rogge, a través d'un portaveu, va negar completament aquesta història i va declarar que la seva victòria va ser per una àmplia majoria, afegint que per aquesta raó les acusacions no tindrien sentit.